# Ovis ammon polii
El carner de Marco Polo o ovella de Marco Polo (Ovis ammon polii) és una subespècie de Ovis ammon que habita a les muntanyes del Pamir; la seva àrea de distribució és Tadjikistan, Kirguizstan i Xina. La denominació d'argalí de Marco Polo es deu al fet que aquest explorador va ser el primer occidental que el va descriure, el 1273.

## Característiques
És de gran grandària, el seu pelatge va d'un marró vermellós a marró fosc, el seu pèl en el coll és relativament curt; té els malucs de color clar amb taques molt difuses. La seva cua és relativament llarga. La capa és pràcticament uniforme amb poca diferència entre els flancs superiors i inferiors. Les seves banyes són grans i poderosos amb una secció triangular i formen una espiral a banda i banda del cap. Mesuren entre 120 i 135 centímetres, i pesen entre 120 i 130 quilograms.

## Història natural
Viuen en grans ramats en què la superioritat d'un mascle respecte a un altre per dominar el ramat es dilucida en tremends duels, aquests duels es realitzen entre mascles amb la seva banya desenvolupada íntegrament. S'alimenten de pastures alpins. Tenen una o dues cries després d'uns 180 dies de gestació.

## Agricultura
Segons la descripció original de l'ovella de Marco Polo, les banyes (que ell va qualificar de "fins a sis pams de longitud") eren utilitzades per pastors per elaborar grans bols, o per construir corrals per als ramats. Aquesta ovella es pot creuar amb ovelles domèstiques per proporcionar talls més grans de carn. A part d'aixó, atès que la carn d'ovella de Marco Polo no té el sabor de la carn d'ovella domèstica, els investigadors del Comitè Assessor del Consell d'Investigació dels Estats Units van concloure que la carn d'una ovella creuada podria ser popular entre els consumidors. No obstant això, les ovelles de Marco Polo podien ser criades per més que només carn: les seves banyes podien ser valuoses, com ho podien ser també, el seu cuiro o la seva llana.